# ألبان كولر
ألبان كولر (بالألمانية: Alban Köhler)‏ هو إشعاعاتي ‏ وطبيب ألماني، ولد في 1 مارس 1874 في Kriebitzsch ‏ في ألمانيا، وتوفي في 26 فبراير 1947 في Niederselters ‏ في ألمانيا.